# Brusselse tram
De Brusselse tram is een netwerk van tramlijnen in Brussel en naar omliggende plaatsen. Hoewel het zeer omvangrijke netwerk in de tweede helft van de 20e eeuw door de metro en de bus flink is ingekrompen, bestaat het nog steeds uit een behoorlijk aantal lijnen en kilometers spoor.
Er rijden trams door alle 19 Brusselse gemeentes: Anderlecht, Brussel (stad), Elsene, Etterbeek, Evere, Ganshoren, Jette, Koekelberg, Oudergem, Schaarbeek, Sint-Agatha-Berchem, Sint-Gillis, Sint-Jans-Molenbeek, Sint-Joost-ten-Node, Sint-Lambrechts-Woluwe, Sint-Pieters-Woluwe, Ukkel, Vorst, Watermaal-Bosvoorde. Ook de gemeenten Dilbeek, Drogenbos, Kraainem, Wezembeek-Oppem en Tervuren in de rand rond Brussel worden bediend door trams.

## Geschiedenis

### Tot de Eerste Wereldoorlog

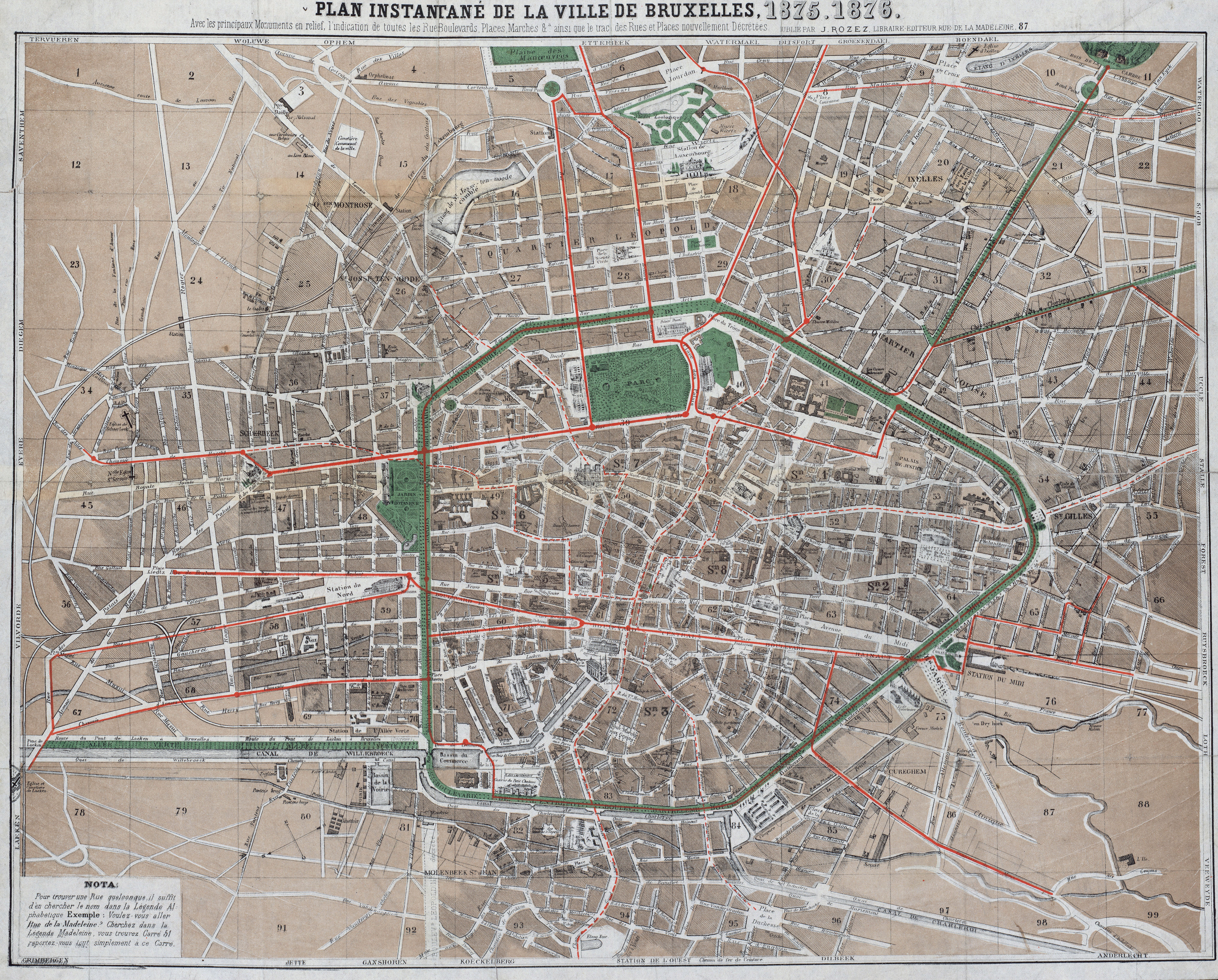
De rode lijnen op de kaart zijn tramlijnen omstreeks 1876. TB zijn de doorgetrokken lijnen en de stippellijnen CFE.

De eerste paardentram reed in België in 1869 te Brussel. Het was een lijntje van de Naamsepoort naar het Ter Kamerenbos. In 1877 reed de eerste stoomtram in de stad maar deze machine was niet krachtig genoeg voor de Brusselse heuvels en kon met moeite slechts één wagen trekken en de proefnemingen werden gestaakt. De Tramways Bruxellois experimenteerde tegelijkertijd met een in Tubeke gebouwde locomotief maar deze voldeed ook niet. De onderdelen bleken te broos voor het zware werk en het experiment werd wederom gestaakt. In 1887 werden experimenten gedaan met accumulatorentrams. Dit waren trams die dienstdeden met een bepaalde hoeveelheid opgeslagen energie. Er kon niet naar tevredenheid mee worden gereden, er waren vele storingen en de actieradius was zeer beperkt. Het gebruik van een tramwagen met trolley in Luik werd ook in Brussel doorgevoerd en er ontstonden in 1894 de eerste Brusselse elektrische tramlijnen van het Stefaniaplein naar Ukkel. Tot de eeuwwisselingen bouwden meerdere ondernemingen hun tramlijnen uit. Er zijn diverse trambedrijven geweest. De belangrijkste waren:

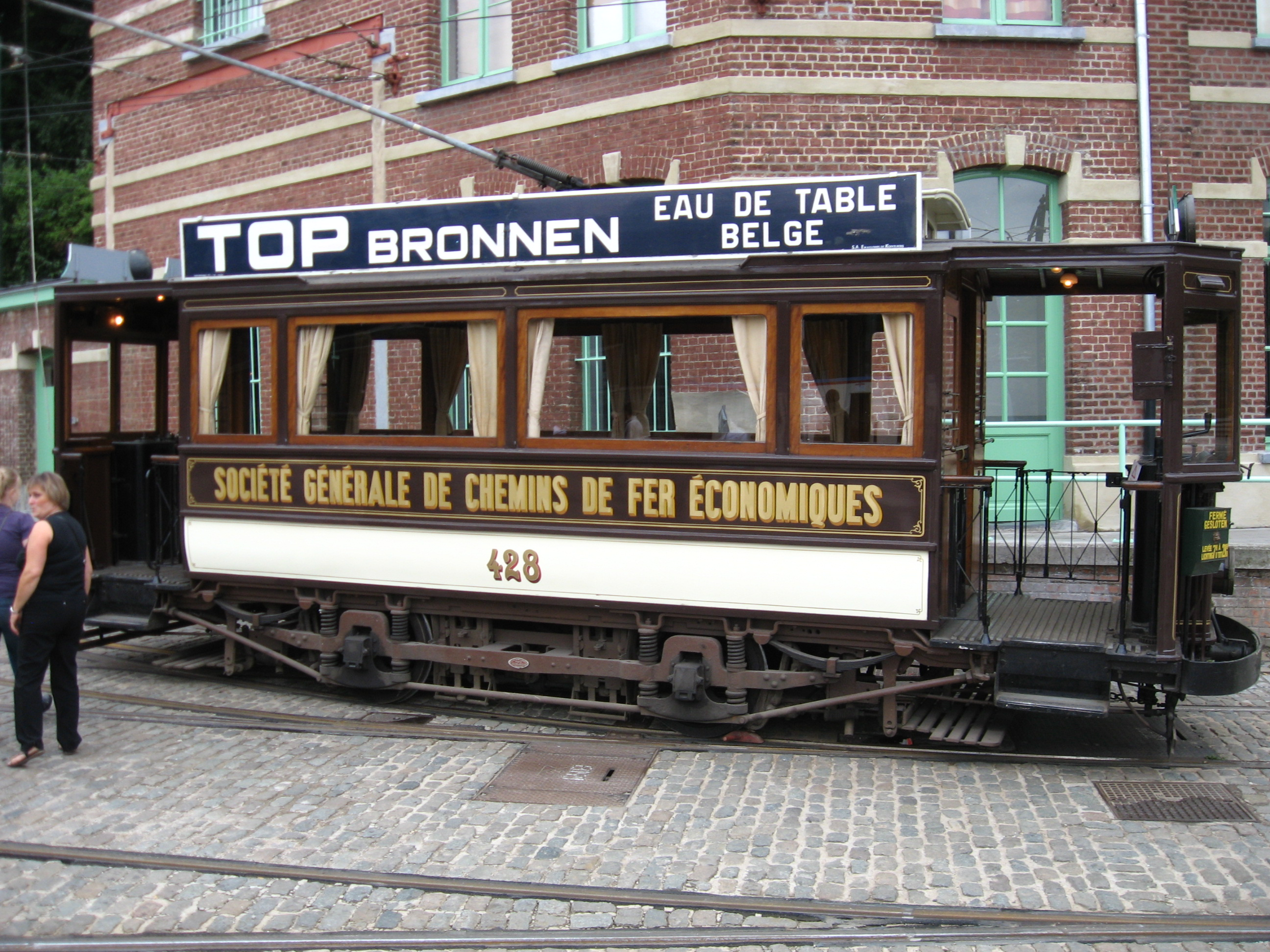
Tweeassige tram van de CFE bij het trammuseum

- Les Tramways Bruxellois (TB): opgericht op 23 december 1874 met de fusie van de Belgian Street Railways and Omnibus Company Limited van Albert Vaucamps en de Société des voies ferrées Belges van William Morris (Morris & Sheldon Company).[2] De TB begon met vijf paardentramlijnen:
  - Schaarbeek - Kamerbos (Morris)
  - Ukkel - Stephaniaplein (Morris)
  - Liedtsplaats - Sint-Gilles (Vaucamp)
  - Laeken - Zuid (Vaucamp)
  - Laeken - Anderlecht (Vaucamp)
- Société Générale des Chemins de fer Économiques (CFE): voor 1880 bekend als Cie Générale de Tramways. De CFE elektrificeerde haar lijnen vanaf 1904. Deze lijnen hadden de Beurs als centraal knooppunt. Aangezien hun donkerbruine koetswerk (zie foto hierbij) en de bruine uniformen van het personeel werden deze trams door de Brusselaars « chocoladetrams » benoemd.

Daarnaast waren er kleinere bedrijven:
- Tramways de Bruxelles à Evere et Extensions: opgericht in 1883
- Chemin de Fer à Voie Etroite de Bruxelles à Ixelles-Boondael: opgericht in 1884, overgenomen door de TB op 28 april 1899.

Deze laatste twee bedrijven reden op meterspoor en zijn gestart met stoomtractie in plaats van met paardentrams.
In 1899 werd aan de TB een concessie verleend voor 45 jaar op voorwaarde dat elektrische tractie over het totale lijnennet werd ingevoerd. TB voldeed de jaren daarop aan deze eis. Tot de Eerste Wereldoorlog waren er in het net vele investeringen zoals zwaardere rails en een zwaarder motorvermogen in de trams.
De buurtspoorwegen hebben in Brussel op hun regionaal spoornet stadsdiensten en lijnen opgezet; ze reden op meterspoor, in tegenstelling met de stadtrams op normaalspoor, wat drierailsporen vereiste op de gemene secties. (Dit was mogelijk want beide matschappijen gebruikten 600 V gelijkstroom, bovenleiding positief en retourstroom via het spoor, en (in die tijd) stroomafname via trolleystangen.)

### Interbellum
Tijdens de oorlog was er gebrekkig onderhoud, werden veel paarden opgevorderd en werd trammaterieel voor militaire doeleinden gebruikt. Hierdoor werden pas tegen 1925 de normale tramdiensten hersteld.
Op 1 januari 1928 kwam het tot een fusie van de netten van de TB en de CFE. Na de fusie reden alleen nog trams van de TB en de buurtspoorwegen. De CFE stond bekend om haar 'chocoladetrams' zo genoemd vanwege de donkerbruine kleuren die men hanteerde. Ook het CFE-personeel droeg bruine uniformen. In 1928 kregen de lijnen van de CFE lijnnummers binnen het systeem van de TB. In 1935 bedroeg de lengte van het Brusselse tramnet 240 kilometer en het was daarmee een van de grotere tramnetten van Europa. Er reden bijna 100 tramlijnen waarbij er veel rechtstreeks verbindingen tussen de diverse deelgemeentes bestonden. Voor de Wereldtentoonstelling van 1935 werden de befaamde '5000-serie' motorwagens in dienst gesteld. Het waren de eerste trams in Brussel met twee draaistellen.

#### Lijnennet in 1935

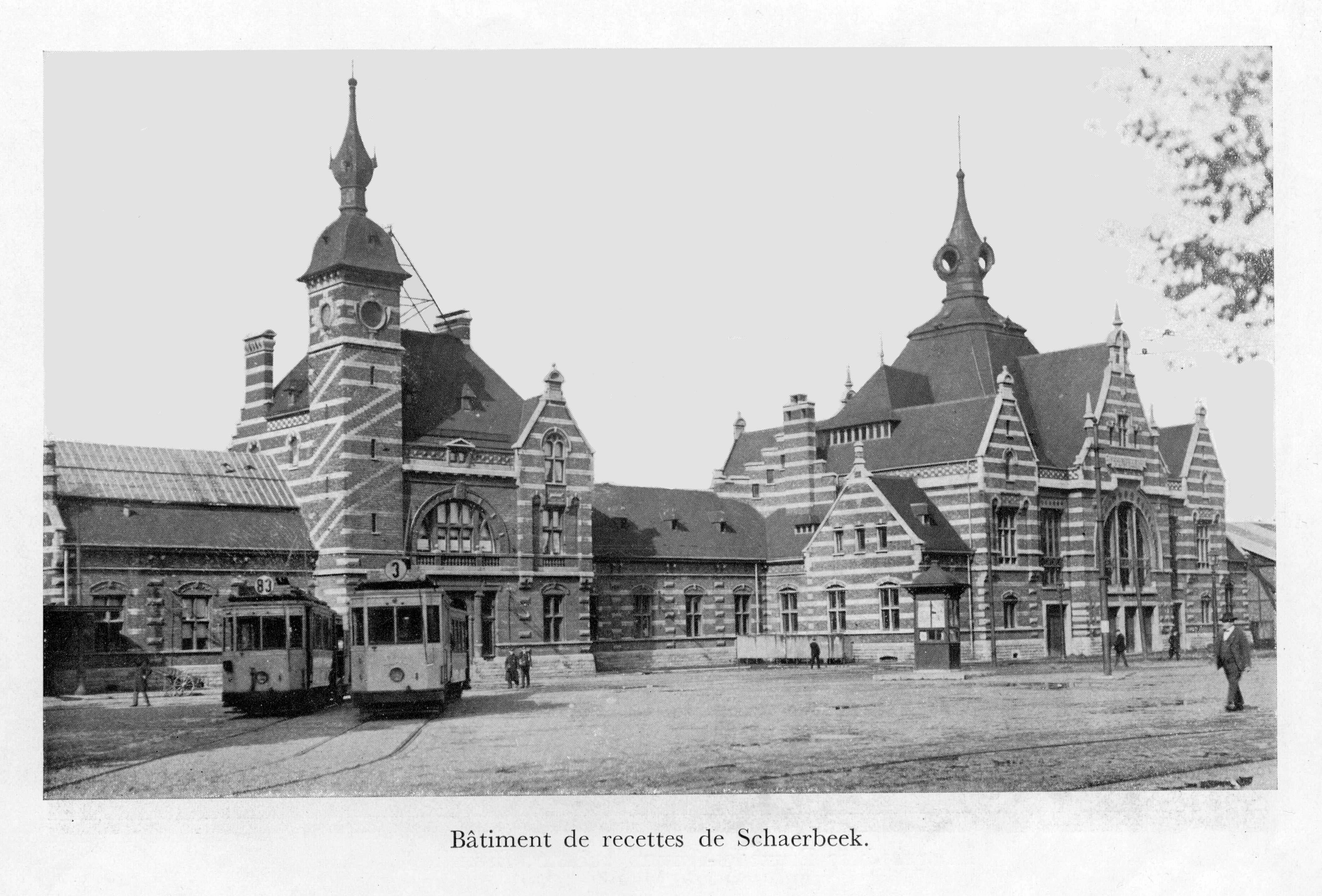
Trams van lijn 3 en 83 wachtend bij het Station Schaarbeek

Ten tijde van de wereldtentoonstelling van 1935 reden de volgende tramlijnen geëxploiteerd door de maatschappij "Les Tramways Bruxellois s.a.". De beurs was het centrale knooppunt van het net. Het was een zeer dicht net waarbij in de binnenstad de tramstraten minstens twee tramlijnen hadden en de Maurice Lemonnierlaan zelfs elf.
Volgende lijnen behoorden tot het net (De (oude) plaatsnamen zijn in de oude spelling):
- 2 : Verboeckhoven Plaats – Schaerbeekse P. – Park – 4 Armen – Louisa Pl – Louise Laan – Bosch
- 3 : Schaerbeek stat. – Verboeckhv Pl – Schaerbeekse P. – Park – Naamse Poort – Louisa Pl – Louise Laan – Bosch

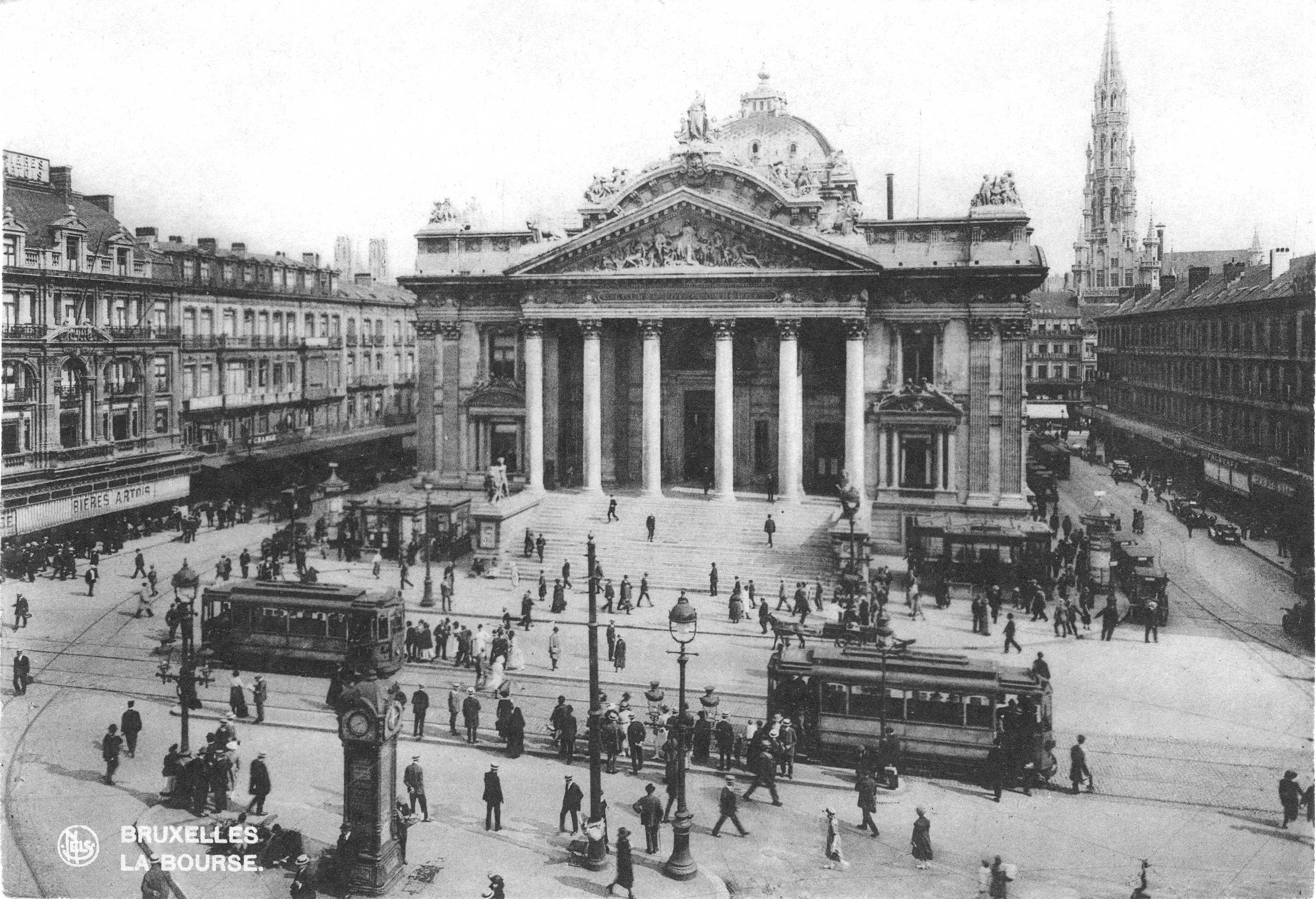
De beurs was vroeger een groot tramknooppunt waar heel veel lijnen samen kwamen.

- 4 : Beurs – 4 Armen – Louisa Pl – Louise Laan – Bosch
- 5 : Beurs – Kapel – Halle Poort – Barreel – Plaats van Meenen
- 6 : Beurs – 4 Armen – Louisa Pl – Vanderkindere – Wolvend. – Carsoel – Ukkel (Fort Jaco)
- 7 : Berchem – Basiliek – Simonis – Schaerbeekse P. – Kunst-Wet – Naamse Poort – Louisa Pl – Barreel – Hoogte punt 100
- 8 : Plaats E. Bockstael – Liedts – Schaerbeekse P. – Park – 4 Armen – Louisa Pl – Vanderkindere – Av. Longchamp L.
- 9 : Gasthuis Brugmann – Jette – Simonis – IJzerplein – Begijnhof plaats – Van Artevelde straat – Anderlecht Poort – Halle Poort – Barreel – Ukkel Calevoet
- 10 : Berchem – Basiliek – Simonis – Schaerbeekse P. – Kunst-Wet – Naamse Poort – Louisa Pl – Janson Pl – Vanderkindere – Wolvend. – Carsoel – Ukkel (Fort Jaco)
- 11 : Jette – Plaats E. Bockstael – Liedts – Schaerbeekse P. – Park – Naamse Poort – Louisa Pl – Janson Pl – Vanderkindere – E. Danco – Ukkel (centrum)
- 12 : Plaats E. Bockstael – Liedts – Schaerbeekse P. – Park – Naamse Poort – Louisa Pl – Janson Pl – Vanderkindere – Av. Longchamp L.
- 14 : Jette – Simonis – IJzerplein – Schaerbeekse P. – Kunst-Wet – Naamse Poort – Louisa Pl – Barreel – Wielemans Plaats
- 15 : Zuid – Anderlecht Poort – Ninoofse Poort – Vlaamse Poort – Antwerpse Poort – Schaerbeekse P. – Kunst-Wet – Naamse Poort – Louisa Pl – Halle Poort – Zuid (Ringlijn kleine ring)
- 16 : Heysel – Leopold Square – Av Charles Woeste – IJzerplein – Schaerbeekse P. – Kunst-Wet – Naamse Poort – Heilige Kruis plaats (nu Eug. Flagey plaats) – Boschvoorde
- 18 : Heysel – Leopold Square – De Trooz Sq. – IJzerplein – Antwerpse Poort – Beurs – Zuid – Klein eiland
- 20 : Schaerbeek stat – Lambertmontlaan - Meiser – St Michiel L. (nu Montgomery) – Tervuurse Poort – Belliard straat – Leopoldswijk station – Luxemburg – Zavel – Kapel – Halle Poort – Bara Plaats – Clemenceau – West Station – V.D.Pereboomlaan – St.Annekerk – Simonis – Basiliek

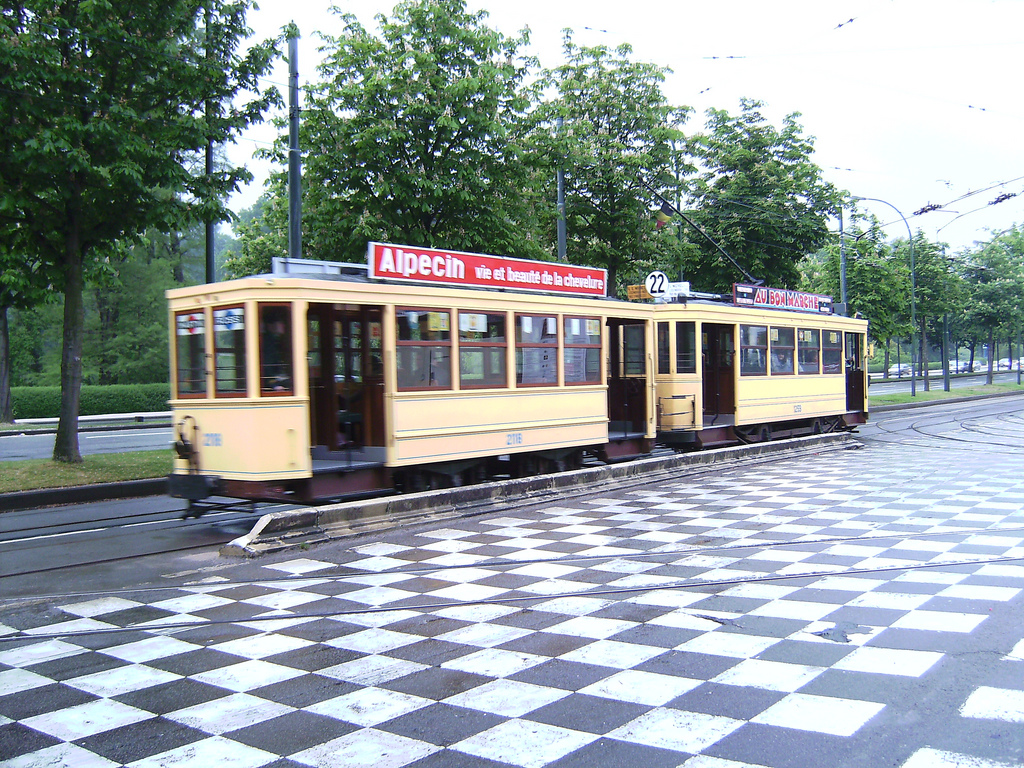
Vooroorlogse tram met aanhangwagen tijdens een museumrit

- 22 : S.Michiels L. (nu Montgomery) – Tervuurse Poort – Belliard straat – Leopoldswijk station – Luxemburg – Zavel – Kapel – Halle Poort – Bara Plaats – Bergsche Steenweg – Rondpunt Meir – Anderlecht park
- 23 : Beurs – Park – Wet straat – Nervier laan – Tervuurse Poort – S.Michiels L.
- 24 : Beurs – Park – Wet straat – Auderghem laan – Waversche steenweg – Artillerie Kazerne – Ruiterij Kazerne – Bosch
- 25 : Beurs – Park – Wet straat – Auderghem laan – Waversche steenweg – Artillerie Kazerne – Auderghem
- 26 : Beurs – Park – Wet straat – Auderghem laan – Waversche steenweg – Artillerie Kazerne – S.Michiels L.
- 27 : Beurs – Park – Wet straat – Cortenberg laan – Roodebeek laan – Br. Whitlock laan – Georges Henri Laan – Kerkh. Etterbeek
- 28 : Beurs – Park – Wet straat – Cortenberg laan – Roodebeek laan – Br. Whitlock laan – Georges Henri Laan – Kerkh. Etterbeek – Woluwe S. Lamb.
- 29 : Beurs – Park – Wet straat – Cortenberg laan – Tervuurse Poort – S.Michiels L. – Leopold II plaats – Woluwe brug – St. Pieters Woluwe
- 30 : Treurenberg – Kunst-Wet – Naamse Poort – Heilige Kruis plaats (nu Eug. Flagey plaats) – Boschvoorde
- 31 : Beurs – Park – Wet straat – Cortenberg laan – Tervuurse Poort – S.Michiels L. – Leopold II plaats – Woluwe brug – Boschvoorde
- 33 : Zuid – Halle Poort – Kapel – Zavel – Luxemburg – Leopoldswijk station – Troonstraat – Ruiterij Kazerne – Boschvoorde
- 34 : Naamse Poort – Troonstraat – Ruiterij Kazerne – Bosch
- 35 : Naamse Poort – Troonstraat – Waversche steenweg – Artillerie Kazerne – Auderghem
- 39 : Treurenberg – Leuvense poort (Madou) – Ambiorix plein – Tervuurse Poort – S.Michiels L. – Leopold II plaats – Woluwe brug – Stockel
- 40 : Treurenberg – Leuvense poort (Madou) – Ambiorix plein – Tervuurse Poort – S.Michiels L. – Leopold II plaats – Woluwe brug – 4 Armen – Tervueren
- 41 : Naamse Poort – Troonstraat – Waversche steenweg – Auderghem laan – Tervuurse Poort – S.Michiels L. – Leopold II plaats – Woluwe brug – Stockel
- 45 : Naamse Poort – Troonstraat – Waversche steenweg – Auderghem laan – Tervuurse Poort – S.Michiels L. – Leopold II plaats – Woluwe brug – 4 Armen – Tervueren
- 46 : Plaats E. Bockstael – De Trooz Sq. – Antwerpse Straat – Antwerpse Poort – Anderlecht Poort – Bergsche Steenweg – Anderlecht Veeweyde
- 47 : N.O. Heembeek – Van Praet brug – Vilvoorde Steenweg – De Trooz Sq. – Antwerpse Straat – Antwerpse Poort – Beurs
- 48 : Beurs – Kapel – Halle Poort – Barreel – Hoogte punt 100
- 49 : Plaats E. Bockstael – De Trooz Sq. – Vooruitgang Straat – Rogier Plaats – Beurs – Zuid – Th. Verhaegen – Barreel – Vanderkindere – A.Longchamp Laan – Bosch
- 52 : A. Astrid L – Van Praet brug – Teichmanbrug – Liedts – Rogier Plaats – Beurs – Zuid – Wielemans Plaats – Van Volxem Laan – Vorst (St Denis)
- 53 : Vilvoorde – Teichmanbrug – Liedts – Rogier Plaats – Beurs – Zuid – Wielemans Plaats – Van Volxem Laan – Vorst (St Denis)
- 56 : Evere (Vredesplaats) – Verboeckh. – Plaats Liedts – Rogier Plaats – Beurs – Bara Plaats – Bergsche Steenweg – Rondpunt Meir – Anderlecht park
- 58 : Vilvoorde – Teichmanbrug – Liedts – Rogier Plaats – Beurs – Zuid – Wielemans Plaats – Brug van Luttre Laan – Vorst (St Denis) – Ukkel centrum
- 59 : Zuid – Beurs – Rogier Plaats – Noord – Sint-Joost – Claeys – Dailey Plaats – Noyer Straat – Tervurens. Pt
- 60 : Karreveld – West Station – Clemenceau – Zuid – Beurs – Rogier Plaats – Noord – Sint-Joost – Claeys – Dailey Plaats – Noyer Straat – Tervurens. Pt
- 61 : Noord – Sint-Joost – Claeys – Dailey Plaats – Noyer Straat – Tervurens. Pt
- 63 : Beurs – Madou – St. Joostplaats – Geuzen Pl. – Milcamps – Gen. Meiser Plaats
- 64 : Evere – Terdelt Plaats – Louis Bertrand Laan – Rogier Laan – Haechtse Steenweg – Schaerbeekse P. – Rogier Plaats – IJzerplein – Ribaucourt straat – Schoolstraat – Olifantstraat – Hertogin van Brabant Plaats – Birmingham Straat – Aumale – Anderlecht Park.
- 65 : Plaats Gen. Meiser – Rogier Laan – Haechtse Steenweg – Schaerbeekse P. – Moeras straat – Wolven – De Brouckere – Begijnhof Pl.
- 66 : Evere – Terdelt Plaats – Louis Bertrand Laan – Rogier Laan – Haechtse Steenweg – Schaerbeekse P. – Moeras straat – Wolven – De Brouckere – Begijnhof Pl.
- 67 : Beurs – Madou – St. Joostplaats – Geuzen Pl.

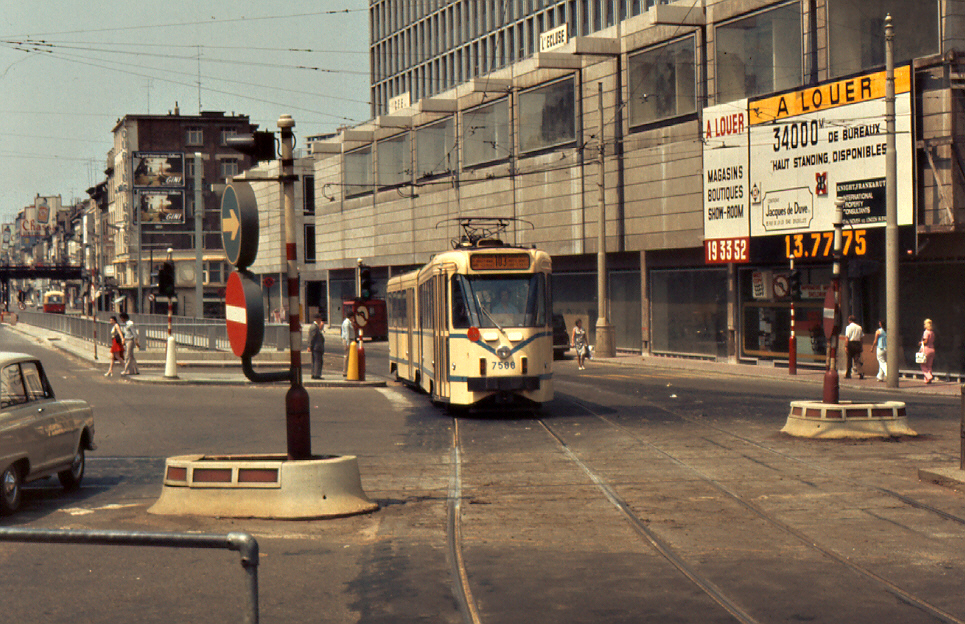
PCC 7586 – enkelgelede zogenaamde Eurotram op lijn 103 bij het Rogierplein

- 72 : Noord – Liedts – Weldoeners Plaats – Milcamps – Tervurens. Pt
- 74 : Zuid – Beurs – Rogier Plaats – Noord – Liedts – Weldoeners Plaats – Milcamps – Tervurens. Pt
- 76 : Beurs – Ninoofse Poort – Hertogin van Brabant Plaats – Birmingham Straat – Aumale – Anderlecht Park.
- 77 : Beurs – Ninoofse Poort – Hertogin van Brabant Plaats – West Station – Scheut
- 80 : Zuid – Th. Verhaegen – Barreel – P. Janson Pl – Heilige Kruis plaats (nu Eug. Flagey plaats) – Jacht – Tervurens. Pt – St Michiel L. (nu Montgomery) – Whitlock laan – Georges Henri Laan – Kerkh. Etterbeek
- 81 : E. Bockstael Plaats – Liedts – Noord – Rogier Plaats – Beurs – Zuid – Th. Verhaegen – Barreel – P. Janson Pl – Heilige Kruis plaats – Jacht – Tervurens. Pt
- 83 : Schaerbeek stat. – Verboeckhv Pl – Liedts – Noord – Rogier Plaats – Beurs – Zuid – Th. Verhaegen – Barreel – P. Janson Pl – Heilige Kruis plaats – Jacht – Tervurens. Pt
- 85 : Berchem Stat. – Gentse Steenweg – Vlaamse Poort – Beurs
- 86 : Basiliek – Pantheonlaan – Simonis – Gentse Steenweg – Vlaamse Poort – Beurs
- 87 : Basiliek – Nationale glorielaan – Simonis – Gentse Steenweg – Vlaamse Poort – Beurs
- 88 : Stw. Dieleghem – Gasthuis Brugmann – Av Charles Woeste – IJzerplein – Begijnhof Pl. – Beurs
- 89 : Av. Houba de Strooper L. – Leopold Square – Scheldestraat – IJzerplein – Begijnhof Pl. – Beurs
- 90 : Noord – Liedts – Weldoeners Plaats – Gen. Meiser Plaats Br. – Whitlock laan – S.Michiels L. – Artillerie Kazerne – Ruiterij Kazerne – Bosch
- 93 : Evere – Haechtse Steenweg – Schaerbeekse P. – Park – Luxemburg – Leopoldswijk station – Troonstraat – H. Kruis Plaats – Plaats B.Brugmann
- 94 : Evere – Haechtse Steenweg – Schaerbeekse P. – Park – Luxemburg – Leopoldswijk station – Troonstraat – H. Kruis Plaats – Boendael
- 96 : Naamse Poort – Troonstraat – Watermael
- 98 : Zuid – Halle Poort – Kapel – Zavel – Luxemburg – Leopoldswijk station – Troonstraat – Watermael
- 99 : Schaerbeek stat. – Av. Mon Plaisir – Verboeckh. Plaats – Metsys Straat – Heuvelen Straat – St. Joostplaats – Ambiorix plein – Jordaan Plaats – Gray straat – H. Kruis Plaats / Deze lijn was oorspronkelijk een metersporige buurtspoorlijn, die omgebouwd is naar normaalspoor en door de Brusselse tram werd geëxploiteerd.

### Na de Tweede Wereldoorlog

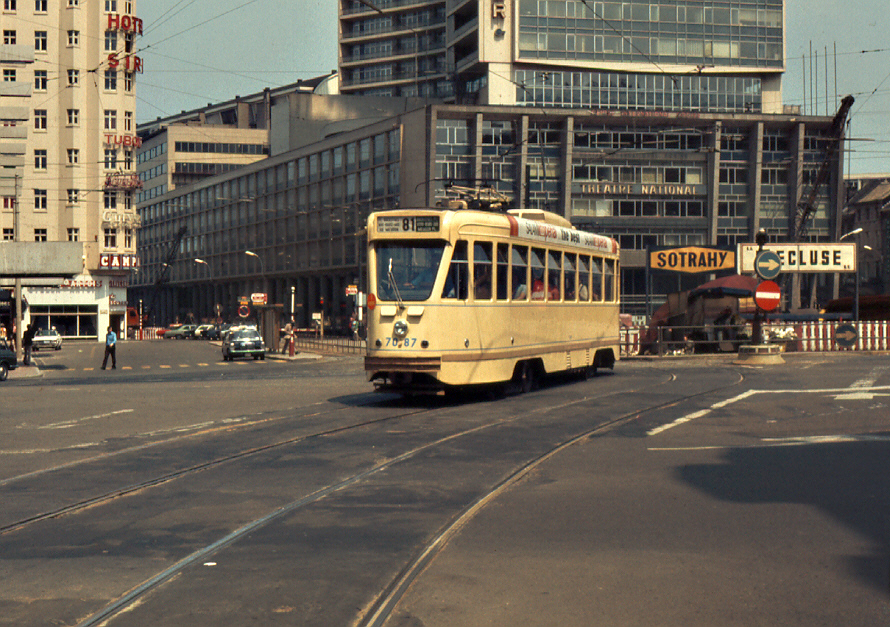
PCC 7087 op lijn 81 bij Rogierplein in de beginjaren 1970 (De Noord-Zuid premetro was nog niet in dienst). De eerste serie van de Brusselse PCC-car — herkenbaar aan de 'invallende' hoekige zijruiten

Omdat de concessie van de TB op 31 december 1945 verliep, is een overeenkomst gesloten tussen de Staat en de provincie Brabant om de exploitatie van de Brusselse tram te kunnen continueren. Er werd een voorlopige beheerscommissie ingesteld die gefunctioneerd heeft tot de oprichting op 1 januari 1954 van de 'Maatschappij voor het Intercommunaal Vervoer te Brussel' (MIVB).
De naoorlogse inspanningen waren groot. Er was veel achterstallig onderhoud en de tramrijtuigen waren geheel versleten. Er werden grootscheepse investeringen gedaan in het materiaal en dit resulteerde in de modernisering van 787 motorwagens tot het Brusselse standaardtype. In deze wagens deed de elektropneumatische beremming haar intrede en kregen conducteur en bestuurder (in België Wattman genoemd) een vaste zitplaats.
Na de Tweede Wereldoorlog gingen er stemmen op de tramlijnen ondergronds te brengen en de straten van de stad te reserveren voor het aldoor groeiende autoverkeer. De snelheid van de trams ging door verkeersopstoppingen steeds verder omlaag, waardoor het Brusselse vervoerbedrijf besloot waar mogelijk vrije trambanen aan te leggen en de lijnen in het centrum door tunnels te laten lopen. In 1957 werd de eerste tunnel geopend nabij het overbelaste Grondwetplein, tussen het Zuidstation en het huidige station Lemonnier. Dit was het begin van de Brusselse premetro. Voor de tunnelexploitatie vanaf 1969 moesten de trams aangepast worden aan tunnelexploitatie eisen, met onder andere blokbeveiliging in de tunnels.

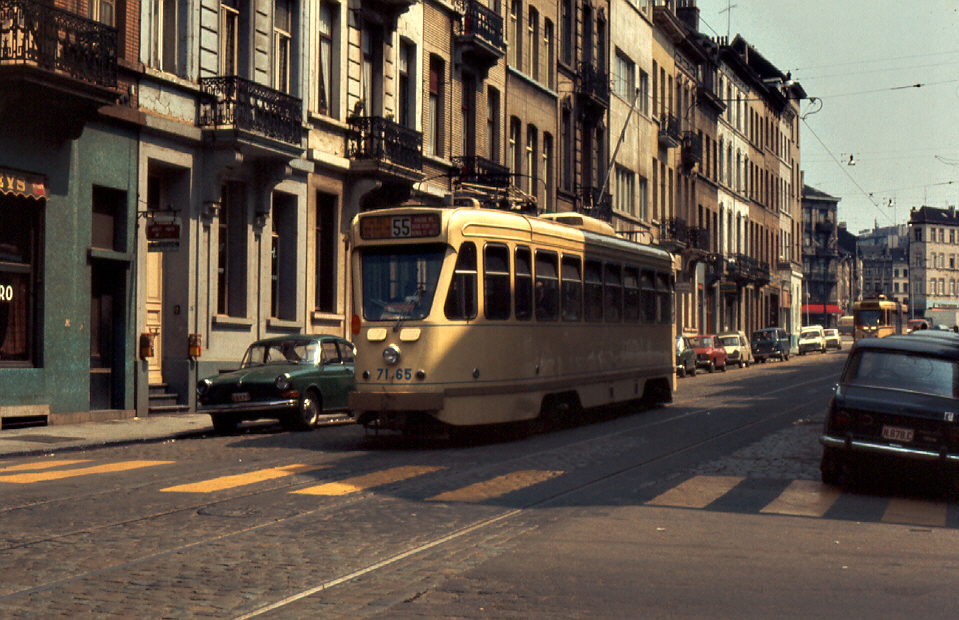
PCC 7165 van de tweede serie – herkenbaar aan de in rubber gevatte zijruiten – nabij Zuidstation. Buiten de premetro tunnels reed men in Brussel nog met de trolleystang

Naast de grote verbouwing van de standaardwagens had de MIVB ten behoeve van de Wereldtentoonstelling in 1958 grote behoefte aan nieuw modern materieel omdat het een van de voornemens was de tentoonstelling met het openbaar vervoer door middel van rechtstreekse verbindingen uit alle windstreken te bedienen. Daartoe werden op het tentoonstellingsterrein ook grote keerlussen voor honderden trams aangelegd. Tussen 1951 en 1953 deed de PCC-car haar intrede in Brussel met motorwagen 7001; de start van een serie van 172 wagens. In de loop van de jaren volgden twee series van de enkelgelede versies (series 7500, na verbouwing tot tweerichtingwagens 7700 behalve 7500, en 7800; 128 stuks) en de dubbelgelede versie (serie 7900; 61 stuks). Uiteindelijk zou de PCC-car de alleenheerschappij verkrijgen en verdween de combinatie motorwagen met bijwagen uit het straatbeeld.

### Krimp van het net
In de jaren zestig groeide een consensus dat de tramtechnologie achterhaald was. Lijnen werden ontmanteld en vervangen door busverbindingen, culminerend in 1983 met de beslissing om het tramnet helemaal op te doeken. Door protest werd die beslissing niet uitgevoerd.
De ontwikkelingen rond de premetro, een tramonvriendelijk beleid en een voortdurend tekort aan fondsen hebben de Brusselse tram tot ver in de jaren 1990 parten gespeeld. Pas met de investeringen in nieuw materieel (de eerste lagevloerstellen van tramserie 2000) en de opwaardering en verbetering van het tramnet werd de balans positiever. Tot die tijd zijn vele klassieke tramtrajecten in Brussel verdwenen en vervangen door busdiensten. Ook werden vele tramlijnen geslachtofferd aan metro-uitbreidingen.

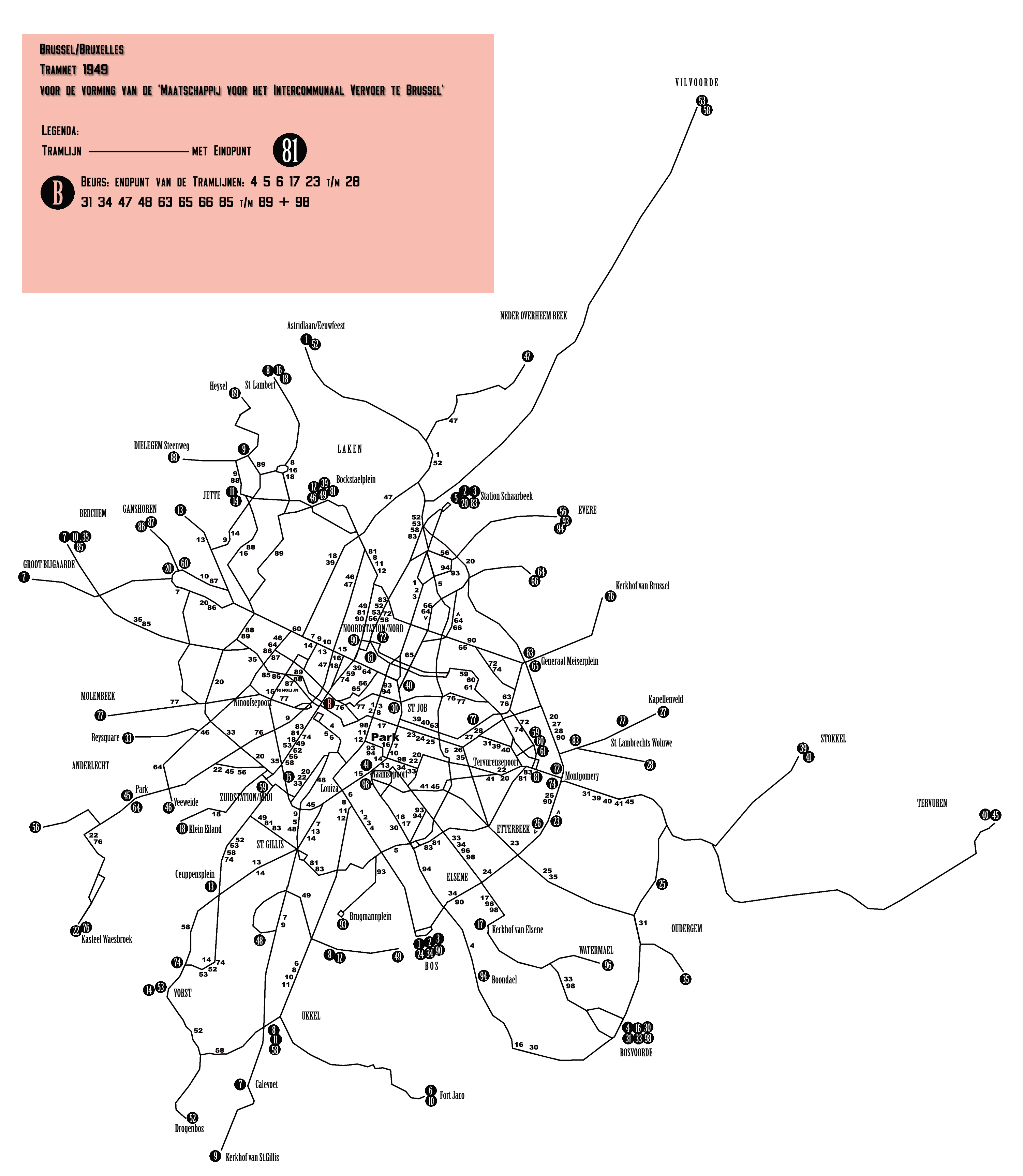
Weergave van het Brusselse tramnet in 1949
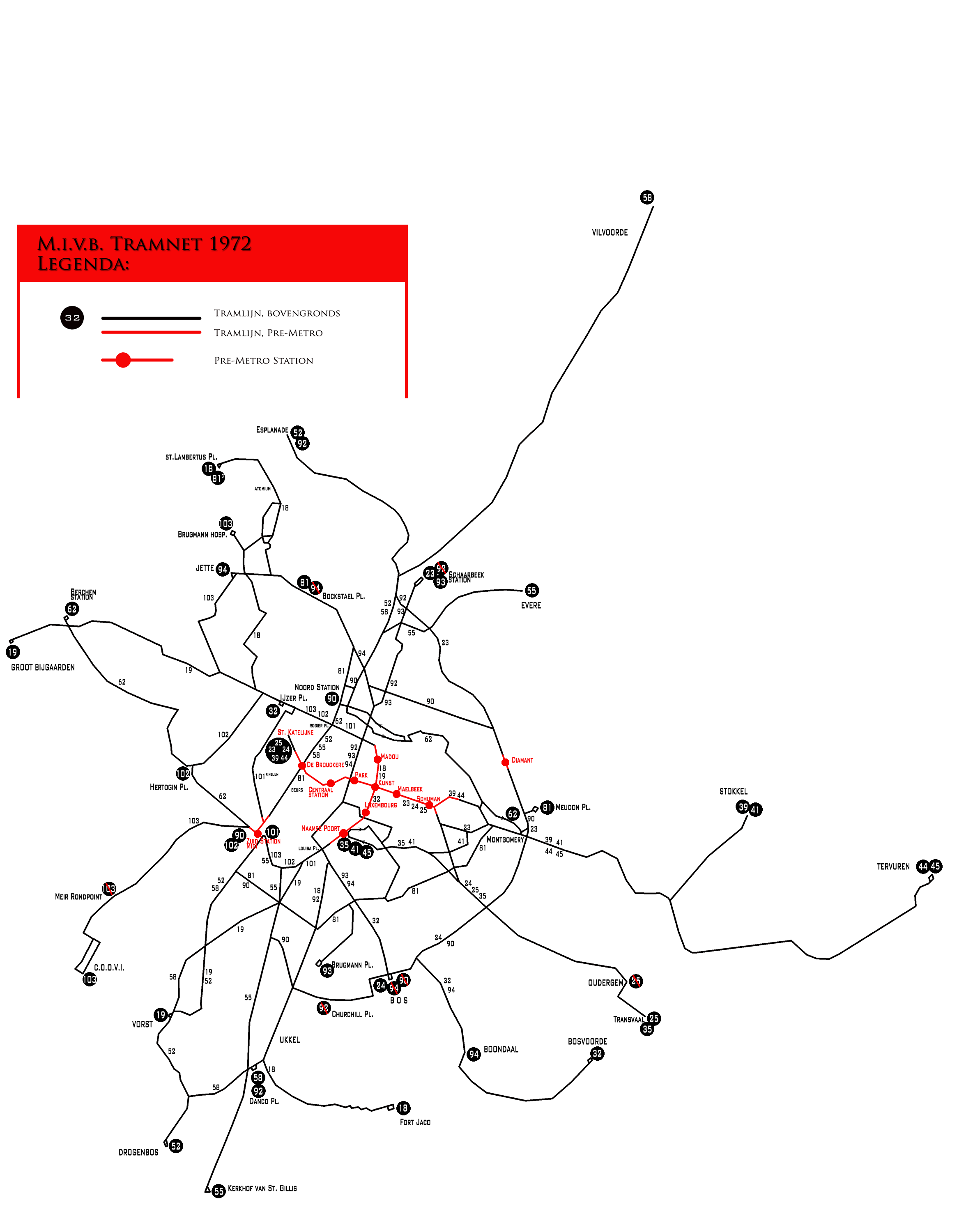
Weergave van het Brusselse tramnet in 1972
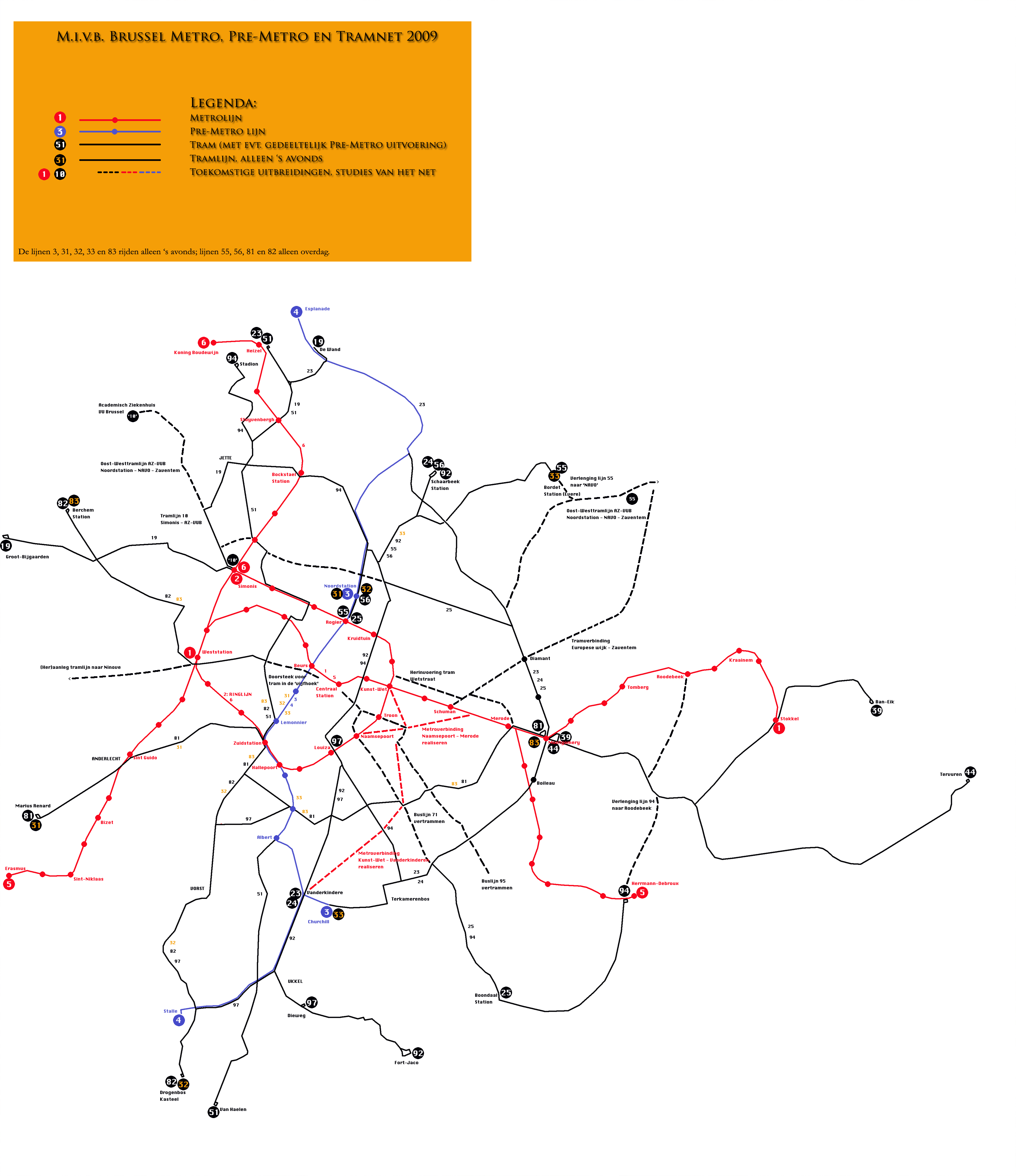
Weergave van het Brusselse tramnet in 2009 en overzicht conceptuele uitbreidingen
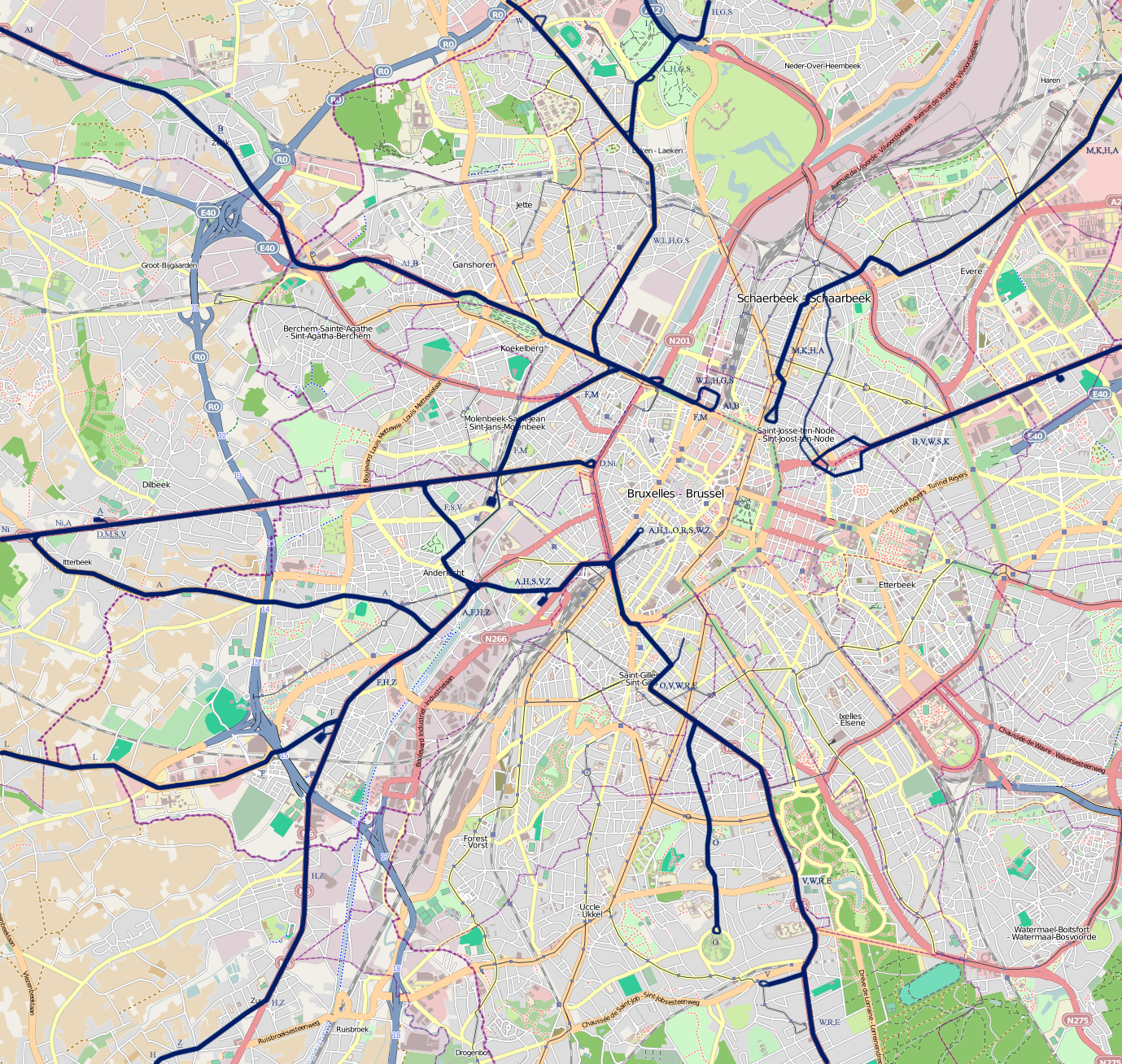
Het buurtspoorwegnet rond 1958.

### Reorganisatie 2007-2008

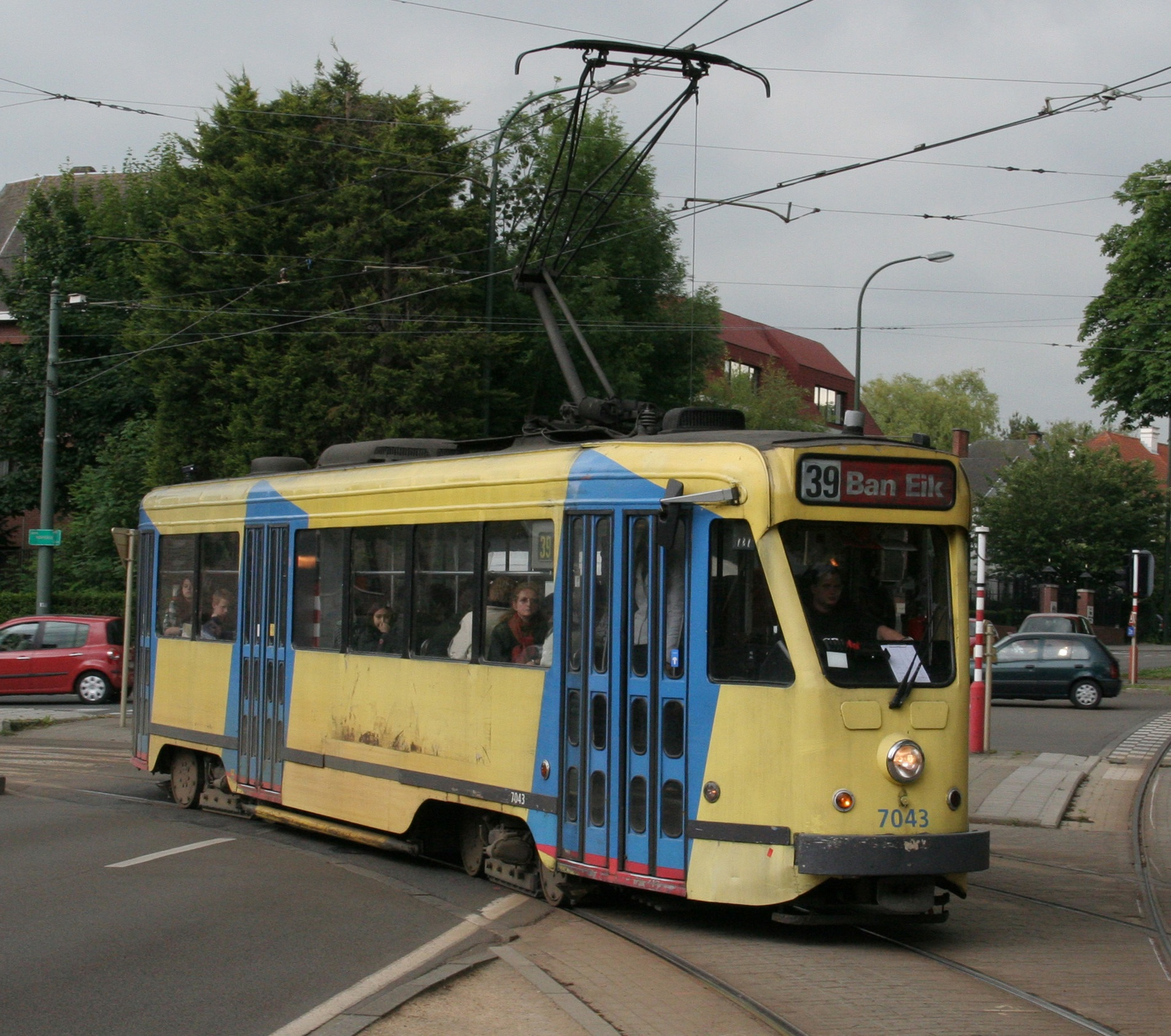
PCC-car van het type PCC 7000-7100 op lijn 39.

Het tramnetwerk, en aansluitend ook het busnetwerk, werd in 2007-2008 grondig gereorganiseerd. De belangrijkste bedoeling was om de groeiende reizigersaantallen op een paar belangrijke assen beter op te vangen. Het traject van veel lijnen was door de jaren heen amper gewijzigd en voldeed soms niet meer aan de huidige vraag.
De twee zwaartepunten van het tramnetwerk werden de noord-zuidverbinding in het centrum en de zogenaamde grote ring, het traject langs de grote ringlanen in het oosten van Brussel. Deze beide trajecten zijn helemaal (noord-zuidverbinding) of deels (grote ring) ondergronds (premetro). De reorganisatie van de grote ring is eerst uitgevoerd met de tramlijnen 7 en 25 die grotendeels met moderne lagevloertrams (type 3000 en 4000) gereden worden.
De noord-zuidverbinding werd in twee etappes gereorganiseerd, in juli 2007 en juni 2008. Voorheen reden er vijf tramlijnen op deze verbinding, die buiten het centrum vaak nog een lang traject hadden en daarbij vaak tussen het autoverkeer moesten rijden. Als gevolg was de regelmaat op sommige momenten ver te zoeken. Bovendien was de noord-zuidverbinding ook meer dan verzadigd en voldeden de oudere trams op de bestaande lijnen niet meer aan de huidige eisen. De MIVB loste dit op door slechts twee sterke tramlijnen over te houden: de al langer bestaande tramlijn 3 (heropend in juni 2008) en een nieuwe tramlijn 4 (geopend in juli 2007). Deze beide tramlijnen hebben sindsdien een traject dat (bijna) helemaal afgescheiden is van het gewone verkeer en bovendien worden ze met moderne lagevloertrams en zeer frequent gereden, wat de doorstroming en regelmaat flink moet verbeteren. Hiermee werd de grondslag gelegd van het Chrononetwerk.
Op 30 juni 2008 was de reorganisatie voltooid en ontstond een grotendeels nieuw net.

### Verdere uitbreidingen

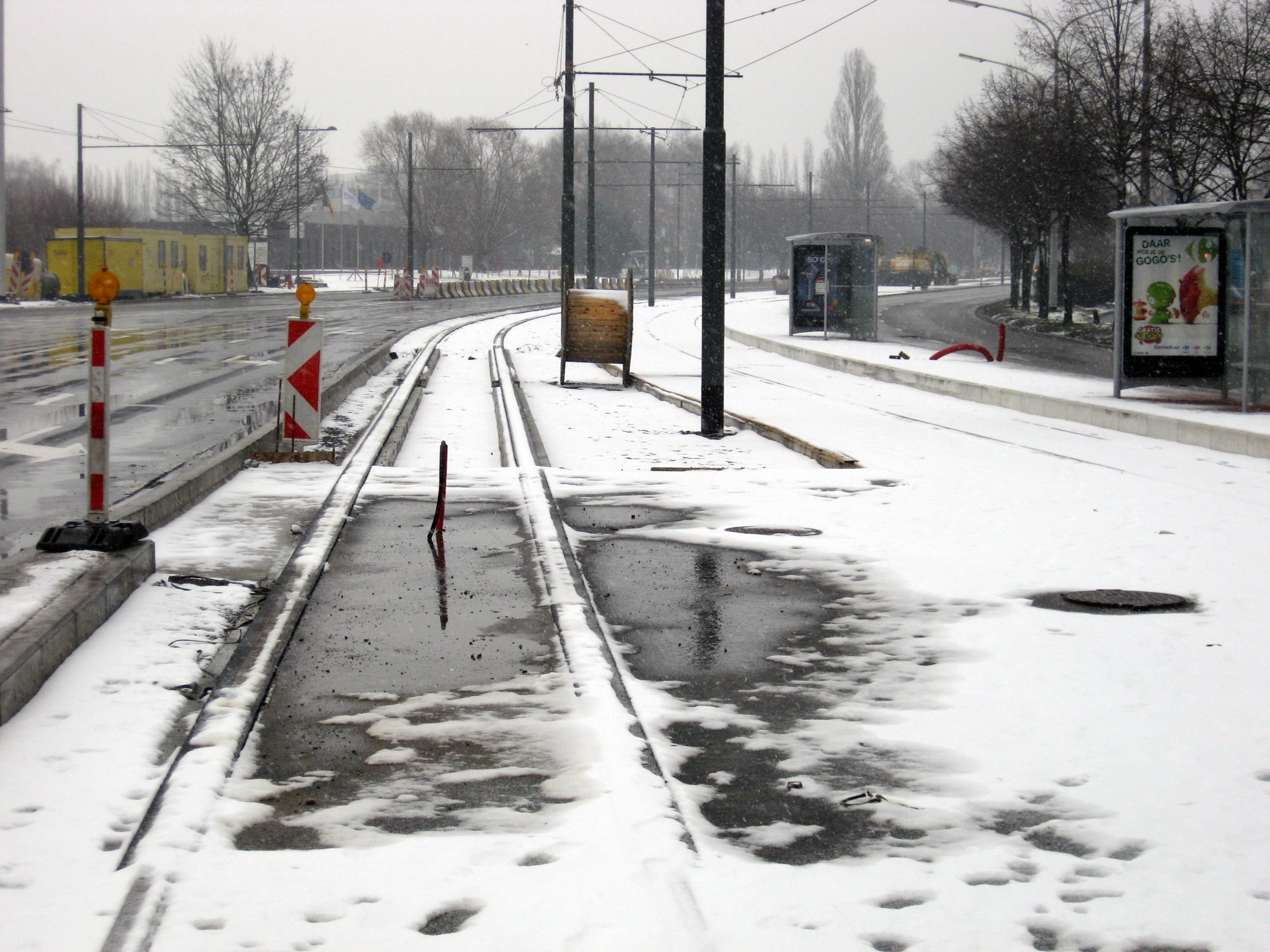
Tramverlenging in Evere bij de laatste halte. Zicht richting NAVO-hoofdkwartier. Uiterst links is een aansluitspoor zichtbaar naar de stelplaats en de lijn 55.

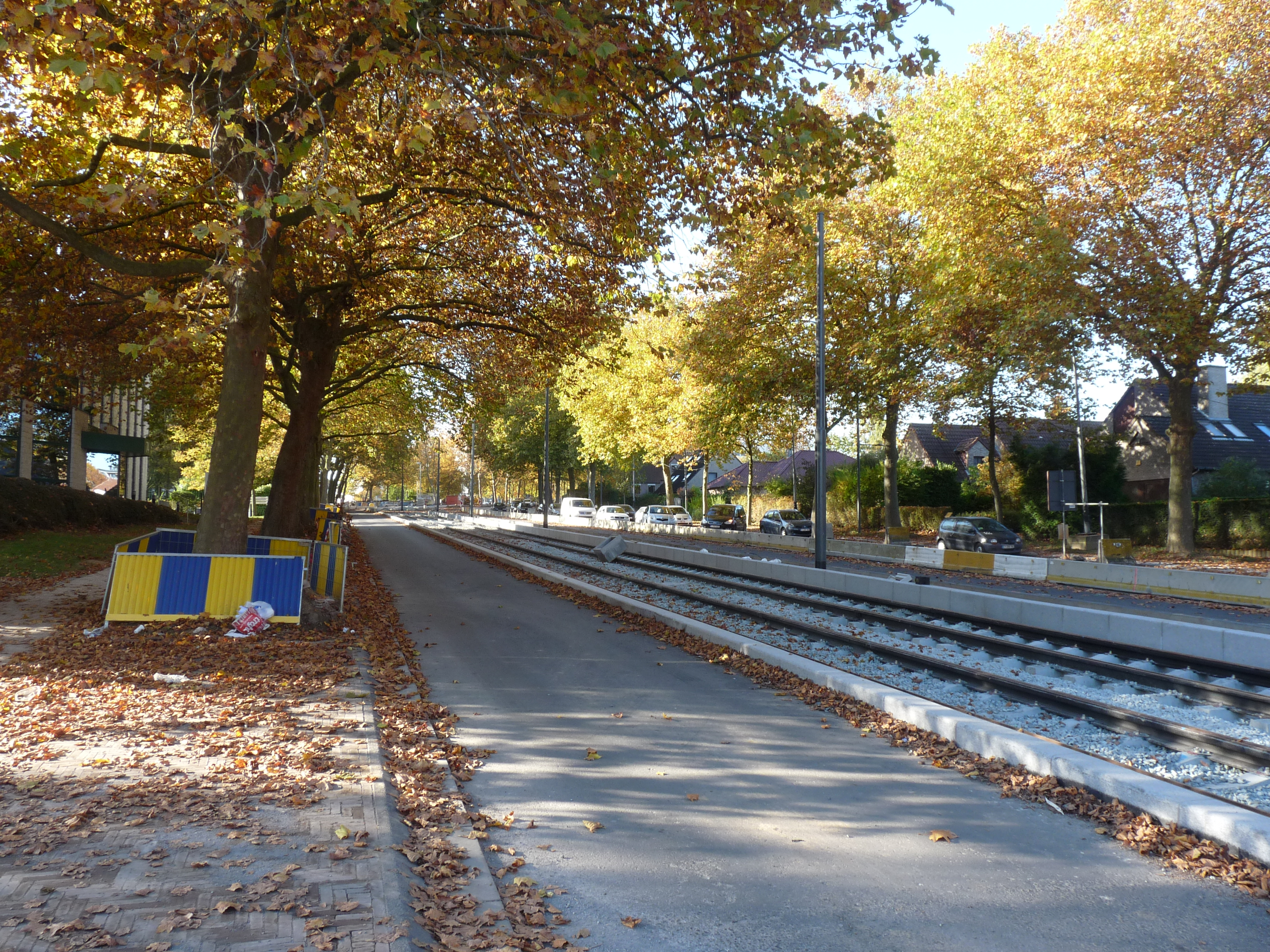
De aanleg van de nieuwe tramlijn 9 in de Dikke Beuklaan in Jette.

Op 31 augustus 2009 verwisselden tramlijnen 3 en 4 van eindpunten. Tramlijn 3 rijdt sindsdien door tot Esplanade, terwijl lijn 4 de eindhalte heeft aan het Noordstation.
Op 14 maart 2011 werden tramlijn 23 en 24 samengevoegd tot tramlijn 7. Ook werd op dezelfde dag tramlijn 94 doorgetrokken naar het Museum voor het Stedelijk Vervoer te Brussel. Tramlijn 62 werd op 1 september 2011 ingevoerd tussen het Weldoenersplein in Schaarbeek en Bordet, over de Leopold III-laan (verbinding van de Lambermontlaan aan het Meiserplein met de Stelplaats Bordet).
In september 2013 werd lijn 94 (tot dan de langste van het netwerk) gesplitst in lijn 93 van Stadion tot Legrand en lijn 94 van Louiza tot Trammuseum, hiermee werd de frequentie tussen Louiza en Legrand verdubbeld.
Op 10 maart 2014 is tramlijn 62 (tot dan de kortste van het netwerk) verlengd van Weldoeners tot het Kerkhof van Jette langs het traject van lijn 25 tussen Weldoeners en Liedts en lijn 93 tussen Liedts en Jette. Daarmee kwam er ook een rechtstreekse verbinding tussen Schaarbeek (Meiser) en Laken (Bockstael) en werden de lijnen 25 en 93 versterkt. Lijn 51 verliet op dezelfde dag zijn terminus Heizel en ging vanaf dan naar Stadion, dit om meer plaats te laten voor het terminus van tramlijn 7 op de Heizel. Op 22 april 2014 werd tramlijn 62 verlengd tussen Da Vinci, het NAVO-hoofdkwartier en EUROCONTROL. De sporen op de Leopold III-laan waren al eerder in gebruik voor remiseritten van/naar Bordet.
Vanaf 23 februari 2015 verdwenen de tramlijnen 31 en 83. De haltes bleven bediend door trams 81 en 82, die voortaan ook 's avonds zouden rijden. Lijn 32 was daarmee de enige overblijvende avondlijke tramlijn. Het verdwijnen van lijn 31 uit de Noord-Zuidas werd gecompenseerd door een frequentieverhoging van de lijnen 3 en 4.

### Recente ontwikkelingen
Op 1 september 2018 werd een nieuwe tramlijn 9 in gebruik genomen van metrostation Simonis over de Jetsebaan, de Tentoonstellingslaan en de Dikke Beuklaan naar het Universitair Ziekenhuis Brussel in de eerste fase. In oktober 2018 werd het traject van Tramlijn 94 verder doorgetrokken naar het winkelcentrum Woluwe en Roodebeek. Vanaf dat moment wordt tramlijn 94 hernummerd naar tramlijn 8.
Op 1 september 2021 werd lijn 32 afgeschaft. Lijn 82 rijdt sindsdien vanaf 20 uur, net als overdag, door tot Drogenbos. Tram 82 vangt zo het verdwijnen van lijn 32 op. Op 11 december 2021 werd tramlijn 9 verlengd van Dikke Beuk naar Koning Boudewijn.

## Toekomst
In het regeerakkoord van de Regering-Vervoort III werden heel wat investeringen in openbaar vervoer - en dus ook de tram - aangekondigd. Het gaat hier om:
- Verlenging van tramlijn 3 en tramlijn 9 tot aan de Heizel. Hierdoor zal daar een tramknooppunt ontstaat.[9]
- Er worden studies opgestart over de verlenging van tramlijn 7 van Vanderkindere naar Albert en de verlenging van tramlijn 8 van Roodebeek naar Evere en van Herrmann-Debroux naar het Driebronnenkasteel.
- Er komt een nieuwe tramlijn tussen Thurn en Taxis, Station Brussel-Noord en Station Brussel-Centraal, over de nieuwe Suzan Danielbrug.[10] Deze tram wordt tramlijn 15.[11]
- Er komt een nieuwe tramlijn tussen Station Brussel-Noord en het Militair Hospitaal Koningin Astrid waarbij eerst tramlijn 3 wordt gevolgd en er nieuwe tramsporen komen vanaf Halte Heembeek tot het Militair Hospitaal. Deze tram wordt tramlijn 10 en zal op 23 september 2024 van start gaan.[12]
- Buslijnen 49 (Simonis-Zuidstation) en 95 (Grote Markt-Wiener (Watermaal-Bosvoorde)) zullen vertramd worden. Hierover wordt een studie opgestart. Over beide buslijnen is het nog niet duidelijk of het over de volledige lijn gaat, of over enkele delen.
- Tramlijn 92 en tramlijn 55 zullen in de toekomst in eigen bedding rijden.

Naast bovenstaande investeringen zal er in de toekomst een metrolijn rijden tussen Albert en Station Bordet. Deze metrolijn zal tramlijn 3 en tramlijn 4 tussen stations Noordstation en Albert vervangen, alsook tramlijn 51 tussen Albert en Lemonnier en bijna de hele lengte van lijn 55. Het is nog niet duidelijk wat er met de restgedeelten van de lijnen zal gebeuren.
Er is ook een Luchthaventram gepland tussen het Noordstation en Brussels Airport. Hier staat Vlaanderen in voor de bouw van de traminfrastructuur. De lijn zelf zal wordt bediend door tramlijn 11.

## Configuratie
De Brusselse tram wordt geëxploiteerd door de Maatschappij voor het Intercommunaal Vervoer te Brussel (MIVB). Met de ingebruikname van lijn 9 lagen er anno 2021 zeventien tramlijnen, goed voor ruim 140 kilometer sporen. De meer dan driehonderd stellen legden jaarlijks zowat 150 miljoen ritten af.
Sommige tramlijnen maken gebruik van premetrotunnels. In tegenstelling tot Antwerpen, Den Haag en Charleroi doet de premetro in Brussel zijn naam eer aan en zijn gedeelten van de tramtunnels inmiddels omgebouwd tot volwaardige metro.
De spoorwijdte is 1435 millimeter (normaalspoor), de bovenleidingspanning 600 volt en het netwerk is geschikt voor tweerichtingtrams.

## Lijnennet
Hieronder staat het lijnennet dat bestaat sinds 11 december 2021. De lage nummers (3 t.e.m. 9) zijn deel van het chrononetwerk. In september 2024 zijn 2 nieuwe lijnen toegevoegd, toen starten lijn 10 en lijn 35.

Kaart van Brusselse metro- en tramnetwerk op 1 oktober 2018.

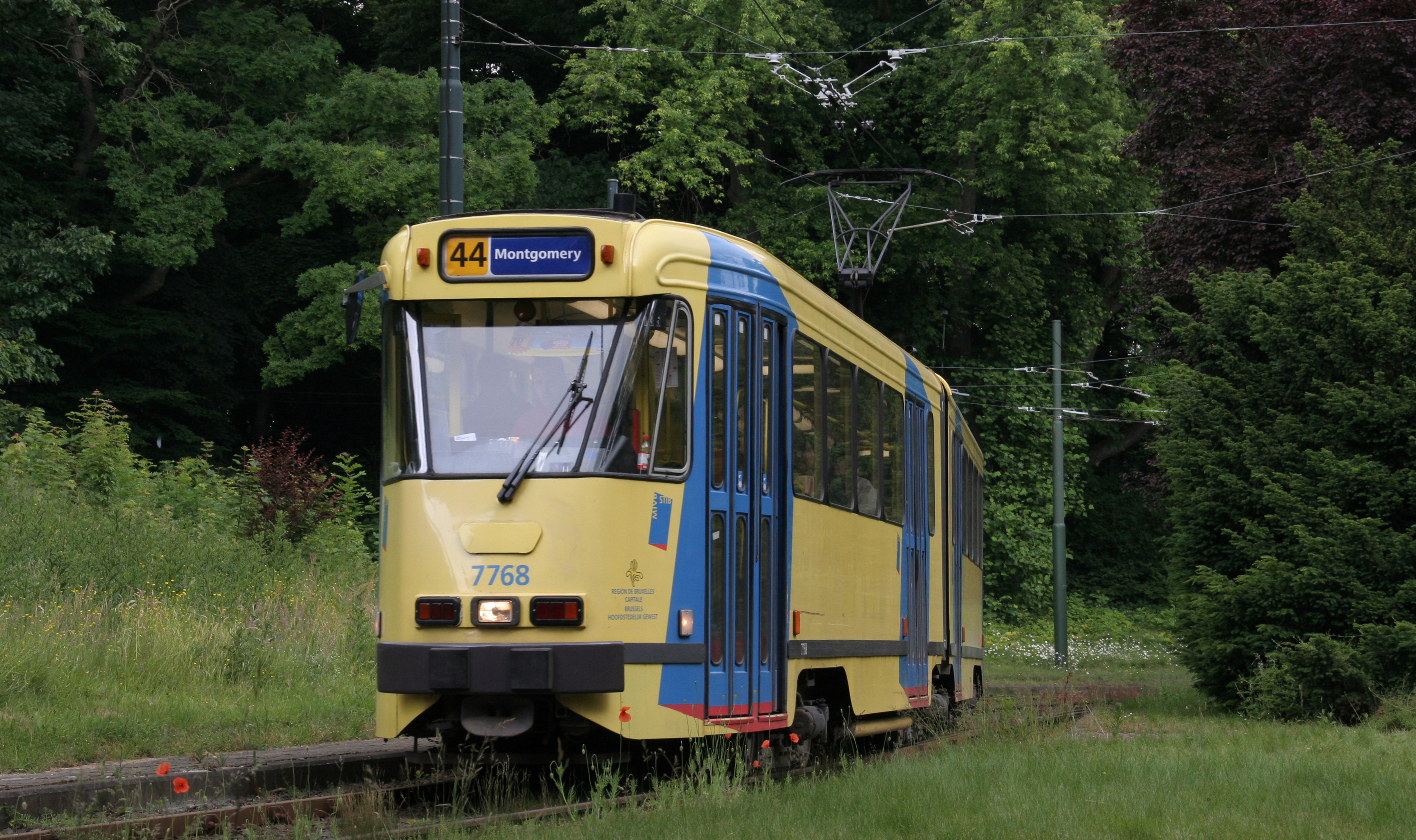
Gelede tram van het type PCC 7700-7800 op lijn 44.

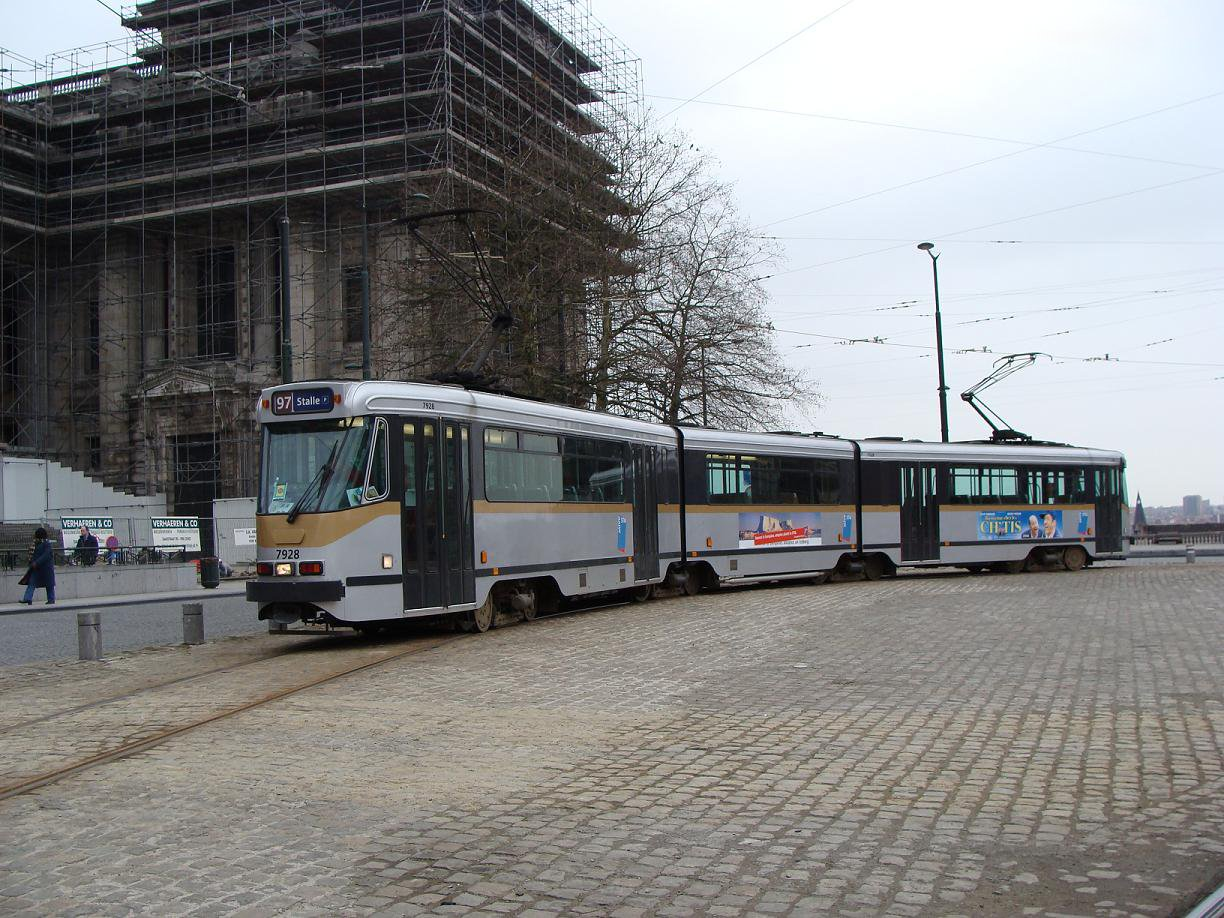
Gelede tram van het type PCC 7900.

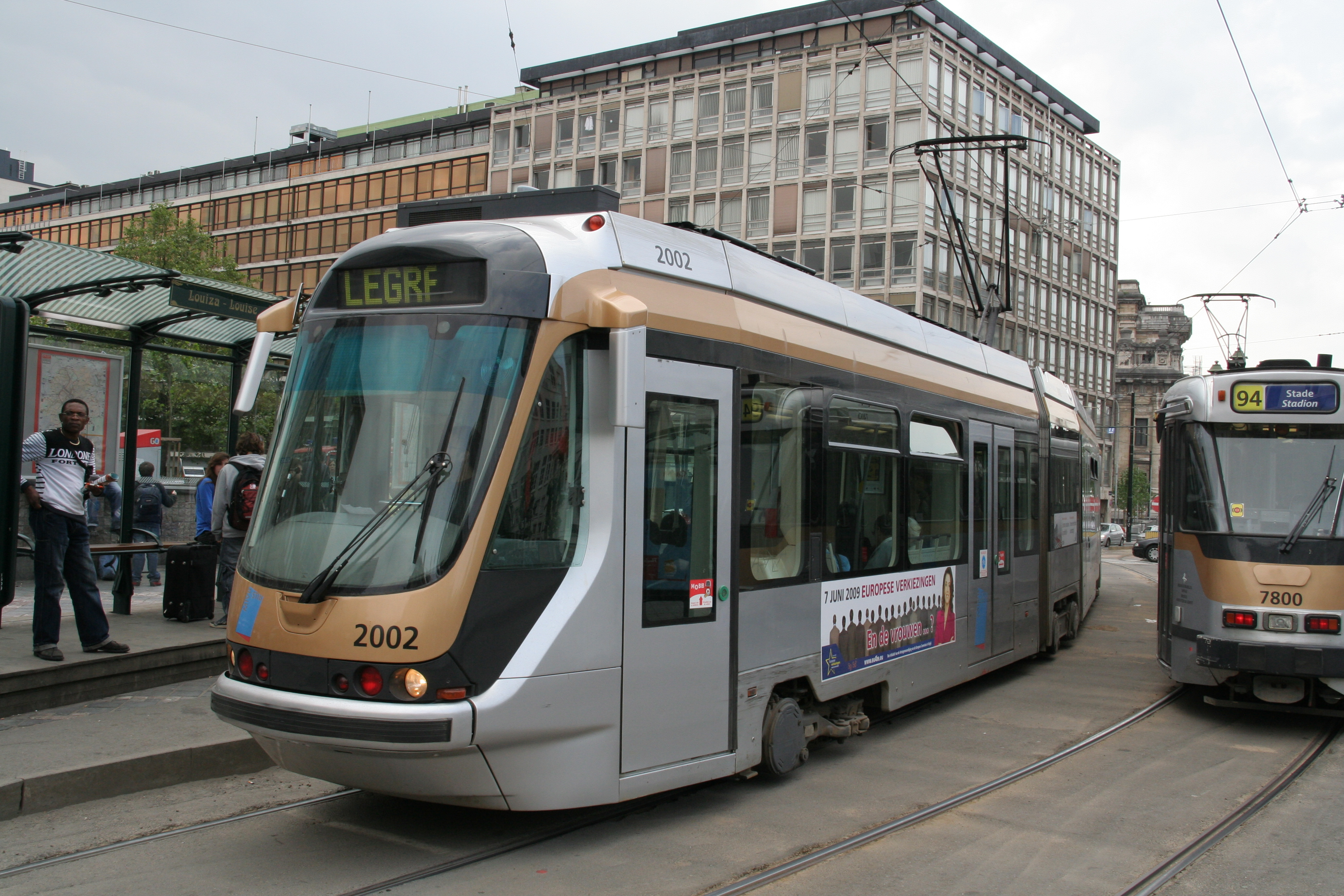
Een Brusselse lagevloertram 2000, bijgekomen in de jaren negentig.

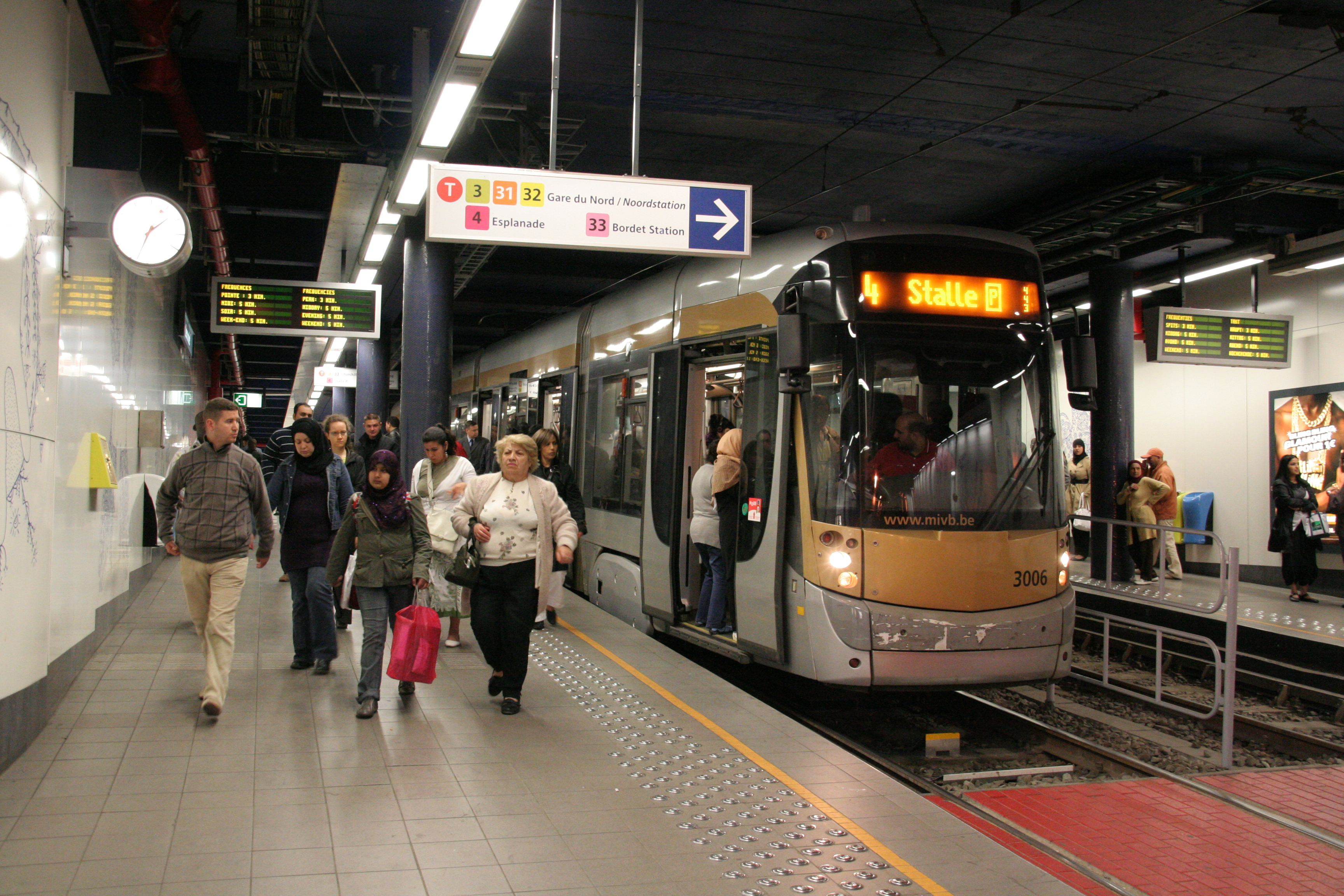
Een Brusselse Cityrunner in de premetro-tunnels.

De lijnen 39 en 44 zijn streektramlijnen naar het Vlaams Gewest. Daarnaast heeft tramlijn 19 twee haltes (in Groot-Bijgaarden) en lijn 32/82 drie haltes (in Drogenbos) in Vlaanderen. Het overgrote deel van het tramnet ligt echter binnen de grenzen van het Brussels Hoofdstedelijk Gewest. Tot 1994 reed tramlijn 58 door naar Vilvoorde in Vlaanderen. Deze tram is vervangen door de buslijn 58.

## Materieel
Op de verschillende tramlijnen wordt een zestal type trams gebruikt. De oudere trams zijn van het type PCC-car, de recentere trams zijn lagevloertrams. Per tramtype is er een gedetailleerdere pagina, maar dit is al een kort overzicht:
- PCC-trams 7700-7800: deze PCC-trams zijn gemiddeld twintig jaar jonger dan de eerste PCC-trams en zijn dus al een stuk moderner. Ze zijn bijvoorbeeld allemaal geleed en nu voorzien van twee stuurcabines, één in elke richting. Dit type werd gebouwd in 1971-'72. Er zijn totaal 127 wagens gebouwd. De resterende wagens van dit tramtype worden ingezet op de lijnen 39 en 44, waar ze waarschijnlijk hun “Fin de carrière” gaan doen, en op lijn 93 en 97 en bij uitzondering op andere lijnen.
- PCC-trams 7900: de PCC-trams van de serie 7900 lijken uiterlijk op die van de serie 7700-7800, maar er zijn, ook gezien het latere bouwjaar, verschillen. Het meest in het oog springend is de middenbak, die deze trams een stuk langer maakt. Ook zijn deze trams een stuk krachtiger en is het interieur anders, volgens de meeste reizigers comfortabeler. Nadelen van dit materieel zijn het ontbreken van deuren in de middenbak, wat aan drukke haltes meer oponthoud veroorzaakt en vooral de onzuinige 'klassieke' elektronicagestuurde doch sterkere tractie, die in feite neerkomt op twee blijvend gekoppelde PCC-installaties in treinschakeling. Ombouwen tot stroombesparende chopper-sturing is wel overwogen, maar niet uitgevoerd. Dit type werd gebouwd in 1977-'78. Er zijn totaal 61 wagens gebouwd, die evenals de Haagse GTL8, op alle 8 assen zijn aangedreven. Deze trams worden ingezet op de lijnen 51 en 81 en bij uitzondering op andere lijnen.
- Lagevloertram 2000: de eerste (en lange tijd enige) lagevloertrams van de MIVB, gebouwd in de jaren 90. Hoewel deze trams ook een aantal negatieve eigenschappen hebben (ze zijn bijvoorbeeld nogal lawaaierig), betekenden ze toch een grote vernieuwing ten opzichte van de oudere PCC-trams, vooral door de betere toegankelijkheid. Dit type werd gebouwd in 1993-'95. Er zijn totaal 51 wagens gebouwd. Ze hebben in het verleden op de lijnen 91, 92, 93 en 94 gereden; sinds de reorganisatie van het tramnetwerk in 2007 zijn ze momenteel enkel op lijn 8 en 24 te zien. Het was oorspronkelijk de bedoeling om ze op lijn 25 in te zetten, maar door technische problemen is men hier (wellicht definitief) van afgestapt.

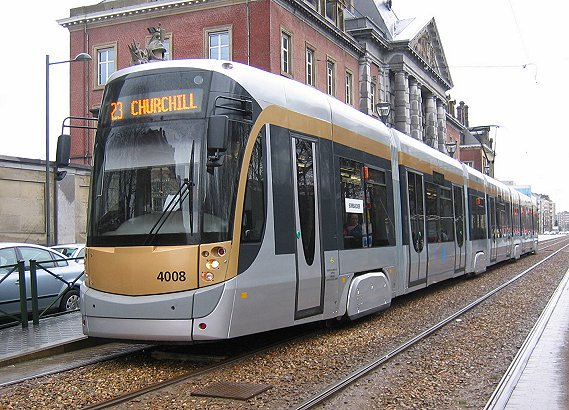
Brusselse lagevloertram 4000 op lijn 23.

- Lagevloertram 3000-4000: de lagevloertrams van de nieuwe generatie (type Flexity Outlook Cityrunner), gebouwd vanaf 2005. Deze trams rijden pas sinds 2006 rond op het MIVB-netwerk en moeten het capaciteitsprobleem op veel tramlijnen helpen oplossen. De T3000 bestaat uit vijf bakken en is daarmee een paar meter langer dan de oudere T7900's. De T4000 is met zeven bakken nog langer, maar verder min of meer identiek aan de T3000. De T3000 wordt op bijna alle lijnen ingezet, de T4000 is voorlopig alleen op lijnen 3, 4 en 7 te zien. Dit omdat de T4000 te lang zijn voor de meeste haltes op het bovengrondse net.

Deze laatste tramtypes zijn al afgeleverd in de nieuwe huiskleuren van de MIVB, voor de trams metaalgrijs (hoofdkleur) met zwarte en goudkleurige stukken. Deze kleuren vervingen het bekende geel-blauw, waarin alle trams en bussen sinds de jaren 90 tot dan toe gereden hadden. De overige trams (behalve de oude PCC-cars 7000 en een deel van de 7700/7800's) worden langzaamaan in deze nieuwe kleuren herschilderd.
In 2012 is een rijdende restauranttram geïntroduceerd, "Tram Experience", die rondrijdt terwijl de gasten een tweesterrendiner wordt geserveerd. Hiervoor wordt een PCC gelede tram gebruikt. De bestuurders ervan leren een extra zachte stuurmanier om de gasten niet met soep en wijn te bespatten.

### Toekomstig materieel
In juni 2019 werd bekend dat de bestelling van 60 nieuwe trams bij Bombardier werd uitgebreid met nog eens 30 exemplaren. Levering zou begin 2020 moeten beginnen. Uiteindelijk werd het eerst exemplaar door Alstom in oktober 2021 overgedragen. De eerste levering bestaat uit 49 stuks van 32m en 11 stuks van 43m lang. Deze nieuwe trams zijn vergelijkbaar, reeks T3200 met de bestaande T3000 en reeks T4200 met de bestaande T4000: zelfde lengte, zelfde stuurpost, misschien enkele kleine detailverschillen in de koetswerk. Foto's beschikbaar buiten Wikipedia bij artikels.

### Voormalig materieel
Dit overzicht is mogelijk incompleet; u kunt helpen door het uit te breiden.
- PCC-trams 7000-7100: dit waren tot 2010 de oudste trams die in actieve dienst rondreden; de oudste exemplaren zijn gebouwd in 1951 hadden er al meer dan 55 jaar dienst opzitten. Dit type werd gebouwd tussen 1951 en 1971. Er zijn totaal 172 wagens gebouwd. Het zijn PCC-trams met één bak en een stuurcabine in slechts één richting. Dit materieel werd op het laatst enkel nog ingezet op de lijnen 39 en 44 (en een klein stuk van lijn 81 bij het binnen- en buitenrijden van de remise). Op 12 februari 2010 zijn deze trams uit de dienst genomen[17]
- Enkele oude trams van de MIVB en van haar voorgangers zijn nog in dienst bij het Museum voor het Stedelijk Vervoer te Brussel (zie aldaar). Ze rijden meestal tussen Montgomery en Tervuren Station maar doen ook nu en dan een rondrit in de stad.

## Trivia
- Een tram op lijn 44 werd "tegengehouden" op de taalgrens tijdens de RTBF-uitzending over de onafhankelijkheid van Vlaanderen op 13 december 2006.